# П'єр-Марі Делоф
П'єр-Марі Делоф (29 вересня 1964) — бельгійський академічний веслувальник.
Срібний призер Олімпійських Ігор 1984 року в складі парної двійки.